# Centres techniques en Tunisie
Les centres techniques en Tunisie sont des institutions publiques tunisiennes placées sous la tutelle du ministère de l'Industrie.

## Liste
En Tunisie se trouvent huit centres techniques :
- Centre technique de l'agriculture biologique (CTAB)
- Centre technique de l'industrie du bois et de l'ameublement (CETIBA)
- Centre technique des industries mécaniques et électriques (CETIME)
- Centre technique du textile (CETTEX)
- Centre national du cuir et de la chaussure (CNCC)
- Centre technique de l'agroalimentaire (CTAA)
- Centre technique des matériaux de construction, de la céramique et du verre (CTMCCV)
- Centre technique de l'emballage et du conditionnement (PACKTEC)
- Centre technique de la chimie (CTC)

## Mission
La mission principale des centres techniques est le soutien et la mise à niveau de l'industrie tunisienne à l'aide de diagnostics qui soulignent les forces, les faiblesses et les axes d’amélioration des entreprises.